# Decèbal
Decèbal   (segle I - Bălcești, 106) fou rei del Dacis entre els anys 87-106. Probablement Decèbal ("el Brau") fou un títol d'honor equivalent a cap o rei més que un nom i que fou portat per altres caps dels dacis. El Decèbal més conegut és l'esmentat per Dió Cassi, que Orosi esmenta sota el nom de Diurpaneu (Diurpaneus) i Jordanes com a Dorphancus.
Decèbal va liderar tres guerres contra els Romans i va aconseguir dos tractats de pau amb l'Imperi, però finalment, davant l'ofensiva de Trajà de l'any 105 i la caiguda de la capital Sarmizegethusa, Decèbal es va suïcidar.

## Ascens al poder
Després de la mort del rei Burebista, la Dàcia es va dividir en cinc petits estats fins que Diurpaneus va aconseguir consolidar les terres al voltant de Sarmizegethusa, actualment Província de Hunedoara. Si bé no era rei encara, va reorganitzar l'exèrcit i l'any 85 es va aventurar a liderar ràtzies al sud del Danubi, territori de la província romana de Mèsia.
L'any 86, el seu sobirà, el rei Duras va recolzar les seves accions ordenant que s'incrementessin els atacs contra els romans, fins al punt que el mateix emperador Domicià es va desplaçar a la regió per contraatacar.

## Guerra contra Domicià
Domicià va reunir tropes a Il·líria i en va donar el comandament al prefecte del pretori Corneli Fusc, amb ordres de lluitar contra el rei daci (any 87). Fusc no havia combatut mai sobre el terreny i els seus coneixements militars eren grans però teòrics. Fusc va travessar la frontera amb un pont de barques però les seves forces, quatre o cinc legions, foren aniquilades a la primera batalla de Tapae, després d'una campanya desastrosa. Fusc fou mort en combat i els romans es van haver de retirar amb fortes pèrdues. Diurpaneus es va anomenar ell mateix com Decebalus, que significa "fort com deu homes" o "El Brau". Duras va abdicar i Decèbal va esdevenir rei.
L'any 88 es van produir més combats i combats menors en els que els romans van obtenir algun triomf. El comandant Teti Julià va derrotar el lloctinent de Decèbal, Vezines, de nou a la regió de Tapae, però davant l'amenaça dels Quades i Marcomans a la frontera del Rin, Domicià va demanar la pau. El germà de Decèbal, Degis o Diegis, va dirigir la negociació i va concedir l'alliberament dels presoners romans a canvi d'un tribut anual. Aquesta humiliant situació es va mantenir fins que Trajà fou proclamat emperador el 98 i immediatament va començar a preparar tot un seguit de campanyes que donarien a l'Imperi la seva màxima extensió.

## Guerra contra Trajà
Quan Trajà va pujar al tron va decidir triomfar allà on el seu predecessor havia fracassat; va refusar complir les condicions de l'acord amb els dacis i en el seu quart consolat (101) va marxar personalment amb un exèrcit (Legió X Gemina, Legió XI Claudia, Legió II Traiana Fortis i Legió XXX Ulpia Victrix) contra els dacis, derrotant-los de nou a prop de Tapae. Una segona victòria la va obtenir Quint Lusi Quiet, comandant de la cavalleria mora. Es van conquerir diverses fortaleses, fins a arribar a la capital Sarmazegetusa (Ζερμιζεγεθούσα). Davant la derrota, Decèbal va haver d'acceptar els termes imposats per l'emperador romà que eren el pagament dels perjudicis pels saquejos i la cessió de territoris. Trajà va tornar a Roma per celebrar un triomf i guanyar-se el títol de "dàcic".
El 104 va tornar a esclatar la guerra i Trajà va decidir l'ocupació permanent del país al nord del Danubi. Va construir un pont de pedra en el lloc avui conegut com a Portes de Ferro, i va atacar el territori daci; la resistència dels dacis fou forta però foren derrotats i el palau de Decèbal capturat. Dàcia va esdevenir província romana (105).

## Mort de Decèbal

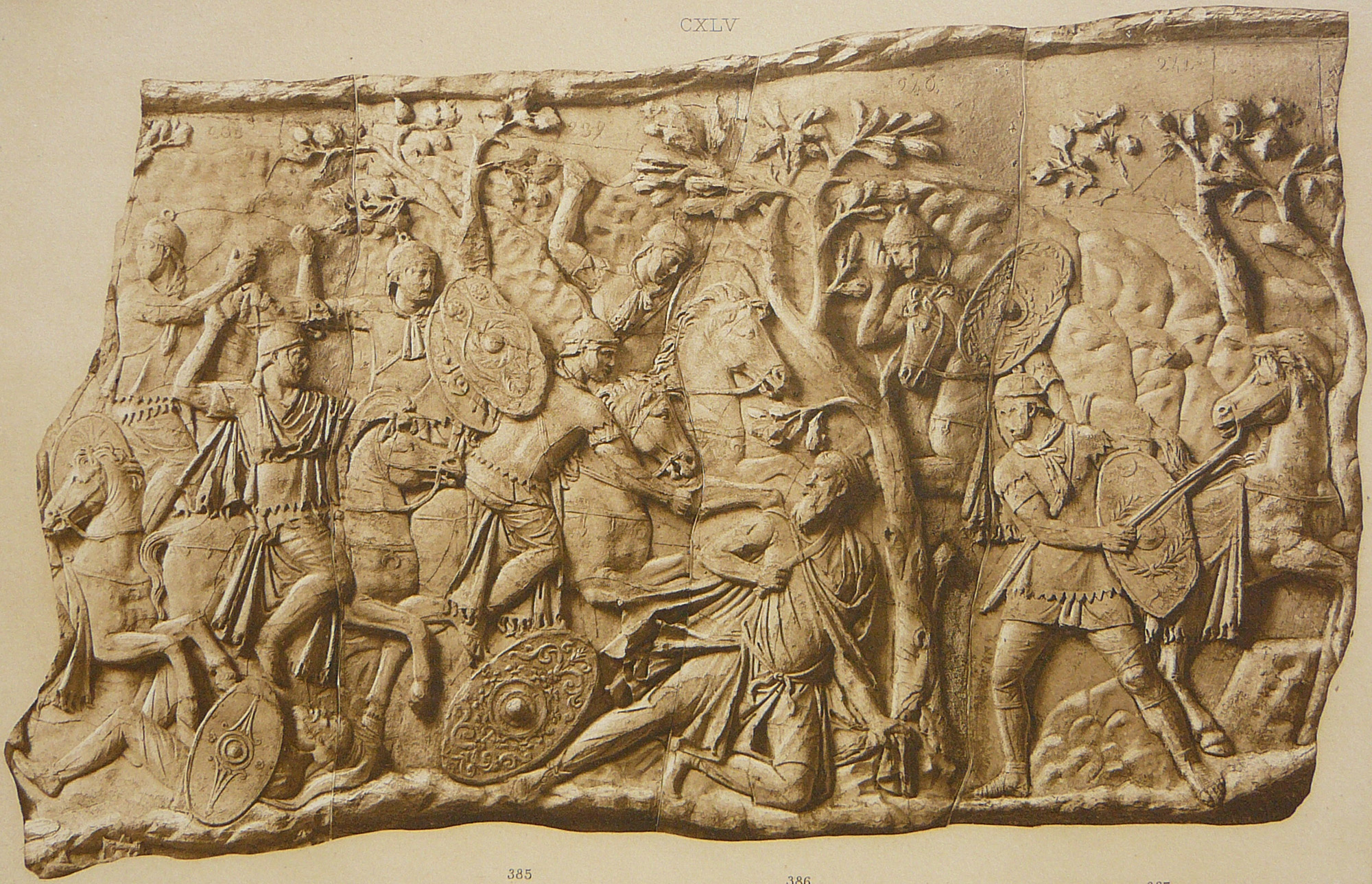
Suïcidi de Decèbal mostrat a la Columna de Trajà

Perseguit i arraconat pels destacaments romans, Decèbal va preferir suïcidar-se abans que ser capturat i exhibit a Roma, així que ell mateix es va tallar el coll.
Malgrat tot, és probable que abans d'expirar fos capturat per un legionari anomenat Tiberi Claudi Màxim, com aquest mateix va reclamar. El cap de Decèbal i la seva mà dreta foren enviats a Roma amb els seus tresors, els quals havia amagat al llit del riu Sargètia, lligats a les parets d'una casa que era seva, i que foren descoberts una mica després de la mort del rei.